# EyePet
EyePet é um jogo para as plataformas Playstation 3 e Playstation Portable. Publicado pela Sony Computer Entertainment Europe e desenvolvido pelo SCE London Studio. A versão original de Playstation 3 foi lançada na Europa em 23 de Outubro de 2009 e na Austrália em 27 de outubro.

## Jogabilidade
O jogo usa a camêra PlayStation Eye para poder se comunicar com o usuário.

## Relançamento
O jogo foi relançado para ser compatível com a aposta da Sony contra os controles do Wii e do XBOX 360, o PlayStation Move.